# تاريخ الحزب الديمقراطي الاجتماعي الألماني

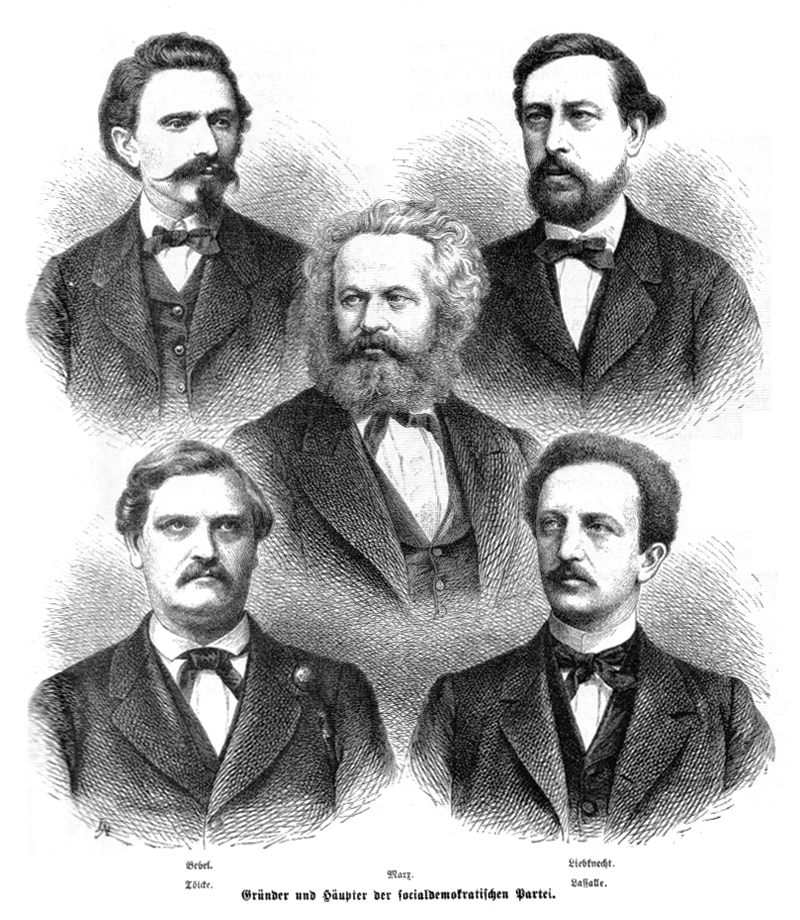

يمكن تقفي تاريخ تأسيس الحزب الديمقراطي الاجتماعي الألماني إلى ستينيات القرن التاسع عشر. وعلى مدار فترة طويلة من القرنين العشرين والحادي والعشرين، جسّد الحزب يسار الوسط في السياسة الألمانية. رغم ذلك، فبين الأعوام 1891 و1959 تبنى الحزب الماركسية –وإن بشكل نظري.
في عدة مناسبات، اضطلع الحزب الديمقراطي الاجتماعي الألماني بدور الحزب القائد، وحدث ذلك أول مرة تحت قيادة فريدريش إيبريت في العام 1918. حظر النازيون الحزب، ولكنه عاد إلى الحكومة في العام 1969 بقيادة ويلي براندت. وفي ذلك الوقت، اندمج الفرع الألماني الشرقي للحزب الديمقراطي الاجتماعي بالحزب الشيوعي الألماني الحاكم.
في جمهورية ألمانيا الاتحادية المعاصرة، يُعتبر الحزب الديمقراطي الاجتماعي ثاني أكبر حزب بعد حزب الاتحاد الديمقراطي المسيحي وفي العام 2017 كان ضمن الحكومة كشريك رئيسي في الائتلاف الحكومي لحزب المستشارة أنغيلا ميركل. تولى الحزب الديمقراطي الاجتماعي منصب المستشارية بقيادة غيرهارد شرودر من العام 1998 حتى العام 2005.

## الرايخ الألماني

### الإمبراطورية الألمانية (1863-1918)
أسس فرديناند لاساله الحزب في 23 مايو 1863 تحت اسم الجمعية العامة للعمال الألمان. في العام 1869، أسس أوغست بيبيل وفلهلم ليبكنخت حزب العمال الديمقراطي الاجتماعي الألماني والذي اندمج مع الجمعية العامة للعمال الألمان في مؤتمر عُقد في غوتا في العام 1875، واتخذ تسمية حزب العمال الاشتراكي الألماني. في ذلك المؤتمر، تبنى الحزب برنامج غوتا، والذي انتقده كارل ماركس في رسالته نقد برنامج غوتا. بموجب القوانين المناهضة للاشتراكية، تمكن أوتو فون بسمارك في العام 1878 من حظر الحزب بسبب توجهاته المناصرة للثورة والمعادية للنظام الملكي؛ ولكن في العام 1890 رُفع الحظر عن الحزب. في نفس ذلك العام، وخلال مؤتمره المنعقد في مدينة هاله، غير الحزب اسمه إلى الحزب الديمقراطي الاجتماعي الألماني، وهو الاسم الذي عُرف به حتى يومنا هذا.
وجاءت الحملات المعادية للاشتراكية بنتيجة عكسية. إذ تُعتبر فترة حظر الحزب بين الأعوام 1878-1890 «فترة البطولة» في تاريخه. اتسم البرنامج الذي تبناه الحزب في العام 1891 في هاله بكونه أشد راديكالية من برنامج غوتا في العام 1875. من العام 1881 حتى 1891 تزايدت نسبة دعم الحزب بصورة أسرع مما كانت عليه في أي فترة أخرى. في العام 1896، استبدل الليبراليون الوطنيون والمحافظون في ساكسونيا التصويت الديمقراطي بالاقتراع على الطراز البروسي ثلاثي المستويات، بحيث تكتسب أصوات الطبقة العليا الأهمية الراجحة. عمد هؤلاء إلى هذا الأسلوب لإقصاء الحزب الديمقراطي الاجتماعي المحلي الذي خسر آخر مقاعده في العام 1901. ومع ذلك، ففي انتخابات العام 1903، ازداد عدد النواب الاشتراكيين من 11 إلى 22 من أصل 23 نائبًا.
بسبب القدرة على التصويت للمرشحين الديمقراطيين الاشتراكيين ضمن القوائم الحرة رغم كون الحزب محظورًا، فقد استمر الحزب الديمقراطي الاجتماعي كقوة متنامية في الرايخستاغ، وهو الأمر الذي جعله أقوى الأحزاب في العام 1912 (في عهد ألمانيا الإمبراطورية، لم يكن لتوازن القوى البرلمانية أي تأثير على تشكيل الحكومة). خلال تلك الفترة، تمكن نواب الحزب الديمقراطي الاجتماعي في الرايخستاغ من تحقيق بعض التحسينات في ظروف العمل والمعيشة للطبقة العاملة الألمانية، وهكذا نجح في دفع سياساته قدمًا وبصورة عامة استطاع إحراز مكاسب ملموسة لأنصاره.
في برلمان الولاية، تمكن الحزب الديمقراطي الاجتماعي من انتزاع بعض الامتيازات بين الفينة والأخرى في ميادين كانت اللجنة مشرفة عليها، مثل التعليم والسياسات الاجتماعية. في هسن، حقق الحزب نجاحًا عبر مطالبته بإدراج ضريبة الكنيسة بشكل منفصل في الأصول، وتمكن من إنجاز تحسينات في الإجراءات القضائية. ويُذكر نجاحات الحزب من حين لآخر في رفع الأجور وتحسين ظروف عمل العمال المحليين.
أدت الضغوط التي مارسها الحزب الديمقراطي الاجتماعي في الرايخستاغ في أواخر القرن التاسع عشر إلى دعم توسيع نظام مراقبة المصانع، إضافة إلى إصلاحات جزئية في الخدمة العسكرية تمكنت بموجبها عائلات الجنود الذين يُستدعَون إلى الاحتياط للتدريب أو المناورات من الحصول على مخصصاتهم. في ثمانينات القرن التاسع عشر، نجح نواب الحزب الديمقراطي الاجتماعي في ساكسونيا بحشد الدعم اللازم لتحسين شروط السلامة لعمال المناجم ولفرض مراقبة أفضل للمناجم.
في العام 1908، وفي نفس العام الذي سمحت به الحكومة للنساء المشاركة في السياسة، أصبحت لويزه تسيتس أول امرأة تُعين في اللجنة التنفيذية للحزب الديمقراطي الاجتماعي.

بالرغم من إقرار التشريعات المناهضة للاشتراكية، استمر تنامي الحزب الديمقراطي الاجتماعي في قوته في بداية القرن العشرين، وشهد زيادة في قاعدة منتسبيه من 384،327 في الأعوام 1905-1906 إلى 1،085،905 في الأعوام 1913-1914. في ذلك الوقت، اعتُبر الحزب الديمقراطي الاجتماعي حزبًا شعبويًا، وسعى العديد من الألمان من شتى مشارب المجتمع لطلب العون والمشورة منه. عبر خدماته الاستشارية (التي قُدمت مجانًا عن طريق مكاتب الأمانة العمالية التي تديرها النقابات العمالية بصورة خاصة)، ساعدت الحركة الديمقراطية الاجتماعية الألمانية أعدادًا ضخمة من الألمان للحصول على حقوقهم القانونية، وبشكل رئيسي فيما يتعلق بالضمان الاجتماعي. إضافة إلى ما سبق، وجدت حركة ثقافية نشطة، شهدت عقد مئات الدورات التعليمية، والمحاضرات الفردية، والعروض المسرحية، والمكتبات، والمدرسين المتنقلين، وإنشاء مدرسة مركزية لتعليم العمال، ومدرسة حزبية شهيرة، وكما ذكر المؤرخان سوزانه ميلير وهاينريش بوتهوف:
«عن طريق كل هذا، لم يقتصر الحزب الديمقراطي الاجتماعي والنقابات العمالية الحرة على تقديم الوسائل الضرورية للنضال الاجتماعي والسياسي، بل مثّلا حركة ثقافية بأوسع معانيها».
في بداية الأمر، لم يكن تزايد قوة الحزب مكافئًا لزيادة أعداد النواب في الرايخستاغ. فتقسيمات الدوائر الانتخابية الأساسية وجدت بالشكل الذي كانت عليه مع نهوض الإمبراطورية في العام 1871، عندما كانت ألمانيا ذات طبيعة ريفية بنسبة الثلثين تقريبًا. ولم يُعد تقسيم تلك الدوائر يواكب النمو الهائل للمدن الألمانية في تسعينيات القرن التاسع عشر. بحلول بداية القرن العشرين، انعكست نسبة الحضر-و-الريف، وأصبح أكثر من ثلثي الشعب الألماني يعيشيون في المدن والبلدات. ورغم هذا التغيير الحاصل، استطاع الحزب أن يصبح أكبر تشكيل حزبي في الرايخستاغ في انتخابات العام 1912، وبقي أكبر الأحزاب الألمانية على مدار العقدين التاليين.
في ولايات بايرن، وفورتيمبريغ، وهسن، وبادن، نجح الحزب الديمقراطي الاجتماعي في تحقيق مختلف التسهيلات الاجتماعية السياسية الديمقراطية (بما فيها استبدال أنظمة الاقتراع القائمة على امتيازات طبقية بنظام الاقتراع العام) وذلك من خلال عقده تحالفات انتخابية مع الأحزاب البرجوازية، والتصويت على المشاريع البرلمانية والميزانيات الحكومية. في الرايخستاغ، لجأ الحزب الديمقراطي الاجتماعي إلى سياسة التوافق التكتيكي في سبيل تحقيق تأثير مباشر على التشريعات. في العام 1894، صوت الحزب الديمقراطي الاجتماعي في البرلمان على مشروع قانون حكومي لأول مرة. خفض الحزب رسوم استيراد القمح، وهو ما أدى إلى خفض أسعار الأغذية. في العام 1913، أسهمت أصوات نواب الحزب الديمقراطي الاجتماعي في البرلمان إلى فرض قوانين ضريبية جديدة على الأغنياء، كانت ضرورية بسبب الزيادة في الإنفاق العسكري.
أولى الحزب الديمقراطي الاجتماعي أهمية خاصة بإجراء الإصلاحات على المستوى المحلي، إذ أسس لأسلوب السياسة المجتمعية التي تكثفت بعد العام 1945. يمكن نسبة الفضل جزئيًا للحزب الديمقراطي الاجتماعي في تأسيس مكاتب التوظيف المحلية وطرح مساعدات البطالة. في العام 1913، بلغ عدد الديمقراطيين الاجتماعيين في المجالس المحلية والمقاطعات ما يربو على الـ13000.